# Ronaldo Caiado
Ronaldo Ramos Caiado (Anápolis, Goiás, 25 de septiembre de 1949) es un político brasileño, afiliado a Unión Brasil, ex senador por Goiás. Fue elegido gobernador en las elecciones estatales de Goiás de 2018, como parte de las elecciones generales de 2018.
Formado en medicina y con especialización en ortopedia, Caiado es miembro de una familia de productores rurales con fuerte presencia en la política de Goiás desde por lo menos mediados del siglo XIX. Notándose por presidir la Unión Democrática Ruralista de 1986 a 1989, entidad que pretende defender los intereses de los productores rurales. Concurrió a la Presidencia de la República en 1989, obteniendo menos del 1 por ciento de los votos. De 1991 a 1995 y de 1999 a 2014, fue diputado federal por Goiás, seguido por un mandato como senador por el mismo estado.
Como senador, recibió en su primer año de mandato el Premio Congreso en Foco de Mejor Senador, escogido a través de elección popular en las redes sociales. Desde 2013 fue líder de su partido y uno de los miembros más activos de la bancada ruralista del Congreso Nacional.

## Formación
Formado en la Escuela de Medicina y Cirugía de Río de Janeiro, Caiado es especialista en cirugía de la columna por el Servicio de Cirugía Ortopédica y Traumatológica del Profesor Roy-Camille, en París, en Francia. En 1979, concluyó una maestría por la Universidad Federal de Río de Janeiro (UFRJ) y fue profesor asistente del Departamento de Ortopedia y Traumatología de la misma institución.

## Política
Se presentó a la presidenta de la República por el PSD, en la elección presidencial brasileña de 1989, obteniendo el 0,68% de los votos.
En 1990, es electo diputado federal de Goiás. Al año siguiente se afilía al PFL - actual DEM, donde se encuentra hasta el día de hoy. En este mandato, votó contra el impeachment de Fernando Collor de Melo, alegando que "el pueblo brasileño no soporta más el retorno de Sarney y Quércia al poder".
Disputó el gobierno de Goiás en 1994 obteniendo el 3er lugar, con el 23,18% de los votos.
Fue reelecto diputado federal sucesivamente en 1998, 2002, 2006 y 2010.
Relator de la reforma política. En sus discursos Ronaldo Caiado suele tejer críticas a los últimos gobiernos del PT. En 2014 fue elegido senador por el estado de Goiás con 1 283 665 votos. Desde el 1 de febrero de 2015 es el líder de al banca de DEM en el Senado Federal. Fue uno de los principales articuladores del proceso de impeachment de la Presidenta Dilma Rousseff, votando favorablemente a la continuación del proceso y al cumplimiento de la pena involucrando la pérdida del mandato de la Presidenta. Pero el mismo día, parte del MDB votó a favor de que la Presidenta mantuviera sus derechos políticos. Esto hizo que el senador rompiera con el nuevo gobierno, adquiriendo condición de independencia en el Senado.
En 2016 participó en el Congreso Brasil Paralelo.
En diciembre de 2016, votó a favor de la PEC del Techo de los gastos públicos. En julio de 2017 votó a favor de la reforma laboral.
En octubre de 2017 votó en contra del mantenimiento del mandato del senador Aécio Neves mostrándose favorable a la decisión de la Primera Cámara del Supremo Tribunal Federal en el proceso en el que es acusado de corrupción y obstrucción de la justicia por solicitar dos millones de reales al empresario Joesley Batista.

## Polémicas

### Declaraciones de Demóstenes Torres
El 31 de marzo de 2015, el exsenador por el DEM, Demóstenes Torres, publicó un artículo en el diario Goiano da Manhã, sosteniendo que Ronaldo Caiado tuvo gastos de las campañas de 2002, 2006 y 2010 financiadas por el esquema de Carlinhos Cascada. Caiado negó las acusaciones, afirmando que Demóstenes" tiene comportamiento típico de un psicópata" y que lo estaría acusando con mentiras, por tener el mandato de senador expulsado en 2012.

## Familia
Ronaldo Caiado es miembro de una familia de productores rurales con fuerte presencia en la política de Goiás desde el Segundo Imperio. Es tataranieto de Antônio José Caiado, nieto de Antônio Ramos Caiado, sobrino nieto de Brasil Ramos Caiado y Mário de Alencastro Caiado, es primo de Brasílio Ramos Caiado, Emival Ramos Caiado y Leonino Di Ramos Caiado.